# Gulabpura
Gulabpura là một thành phố và khu đô thị của quận Bhilwara thuộc bang Rajasthan, Ấn Độ.

## Địa lý
Gulabpura có vị trí 25°54′B 74°40′Đ / 25,9°B 74,67°Đ Nó có độ cao trung bình là 397 mét (1302 feet).

## Nhân khẩu
Theo điều tra dân số năm 2001 của Ấn Độ, Gulabpura có dân số 24.349 người. Phái nam chiếm 54% tổng số dân và phái nữ chiếm 46%. Gulabpura có tỷ lệ 70% biết đọc biết viết, cao hơn tỷ lệ trung bình toàn quốc là 59,5%: tỷ lệ cho phái nam là 79%, và tỷ lệ cho phái nữ là 59%. Tại Gulabpura, 15% dân số nhỏ hơn 6 tuổi.